# Belmiro de Almeida
Belmiro Barbosa de Almeida (22 mai 1858, Serro - 12 juin 1935, Paris 6e) est un peintre, illustrateur, sculpteur et caricaturiste brésilien.

## Biographie
Almeida fit ses premières études à l'École des arts et métiers (Liceu de Artes e Ofícios) de Rio de Janeiro. Plus tard, il s'inscrit à l'Académie impériale des Beaux-Arts, où il étudie auprès de Agostinho José da Mota et João Zeferino da Costa.
À la fin des années 1880, il se rend à Rome et à Paris, où il étudie à l'Académie Julian, travaille dans les studios de Jules Lefebvre et participe à plusieurs salons à Paris. Après cette période, ayant apprécié la capitale française, il alterne de résidence entre Paris et Rio de Janeiro. Au Brésil, de 1893 à 1896, il occupe la chaire de dessin de l'ancienne École Nationale des Beaux Arts (Escola Nacional de Belas Artes), en remplaçant Pedro Weingärtner. En 1916, il est nommé à la présidence de l'élaboration de modèles vivants.
Pendant ce temps, il fournit également des illustrations et des caricatures pour plusieurs publications locales. En tant que sculpteur, il est surtout connu pour son personnage de Manequinho (sur le modèle du Mannekin Pis à Bruxelles), qui se trouve sur une place publique en face du club Botafogo de Futebol e Regatas et devient la mascotte du club.
Il s'installe à Paris de façon permanente après la Première Guerre mondiale, mais continue de participer aux Expositions de Beaux-Arts (Exposições Gerals de Belas Artes), remportant la médaille Grand Or en 1921. Son tableau le plus célèbre est Arrufos (le Spat), Almeida a utilisé Gonzaga Duque comme modèle.
Almeida a inspiré un personnage dans le roman de Luiz Gonzaga Duque Estrada Mocidade Morta  (La Mort de la jeunesse, 1899).

## Peintures sélectionnées

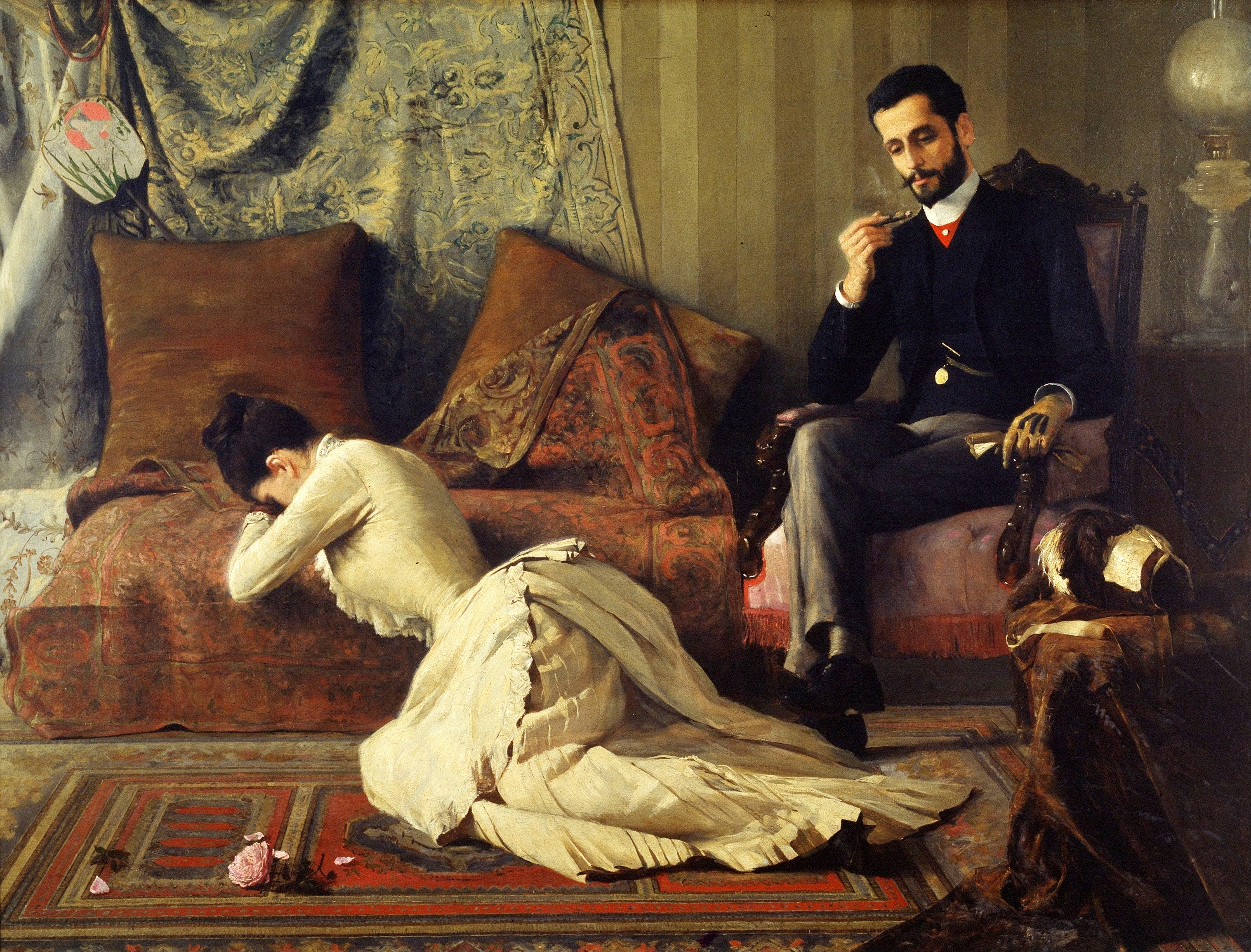
Arrufos (La Brouille, 1887)
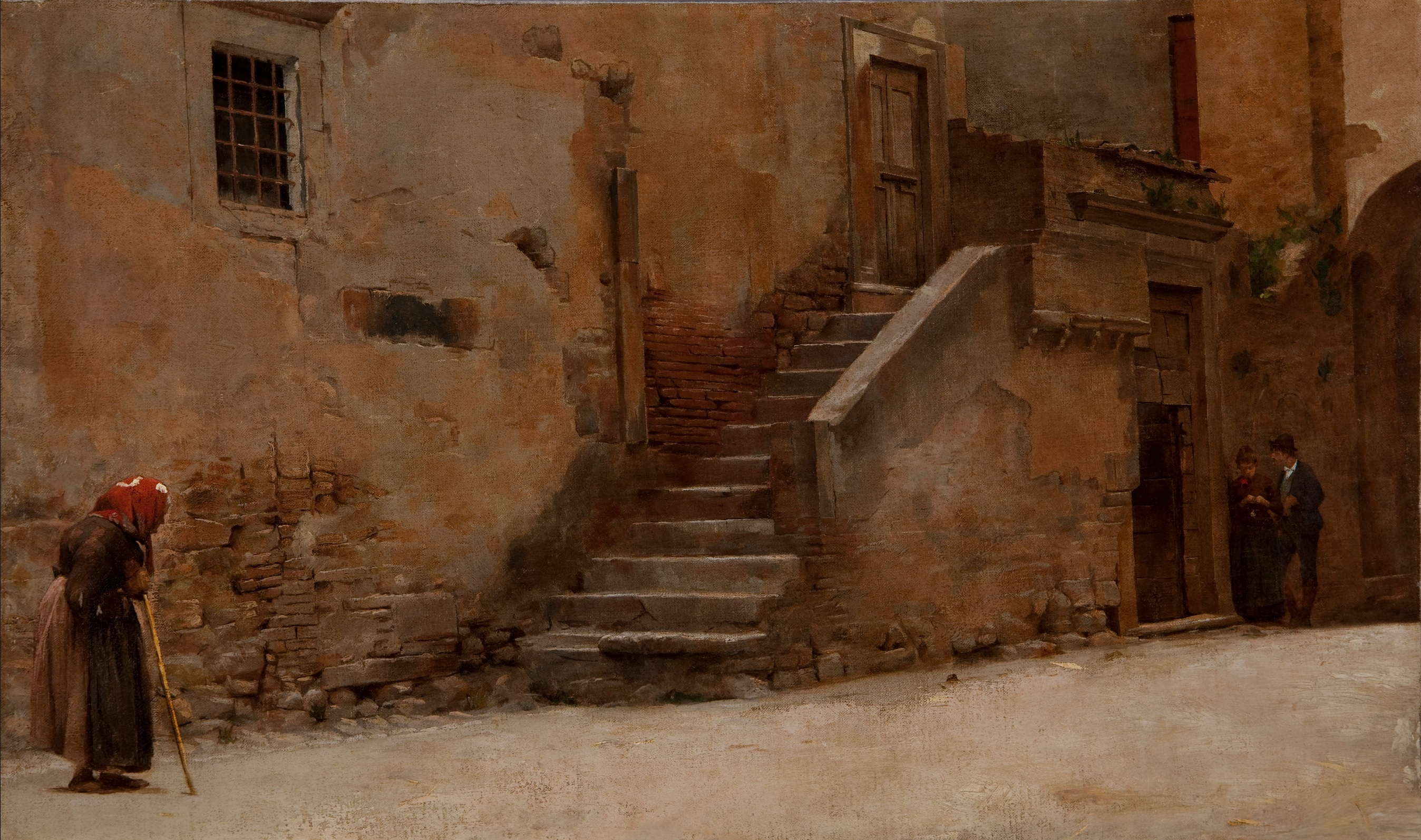
Rue en Italie (circa 1889)
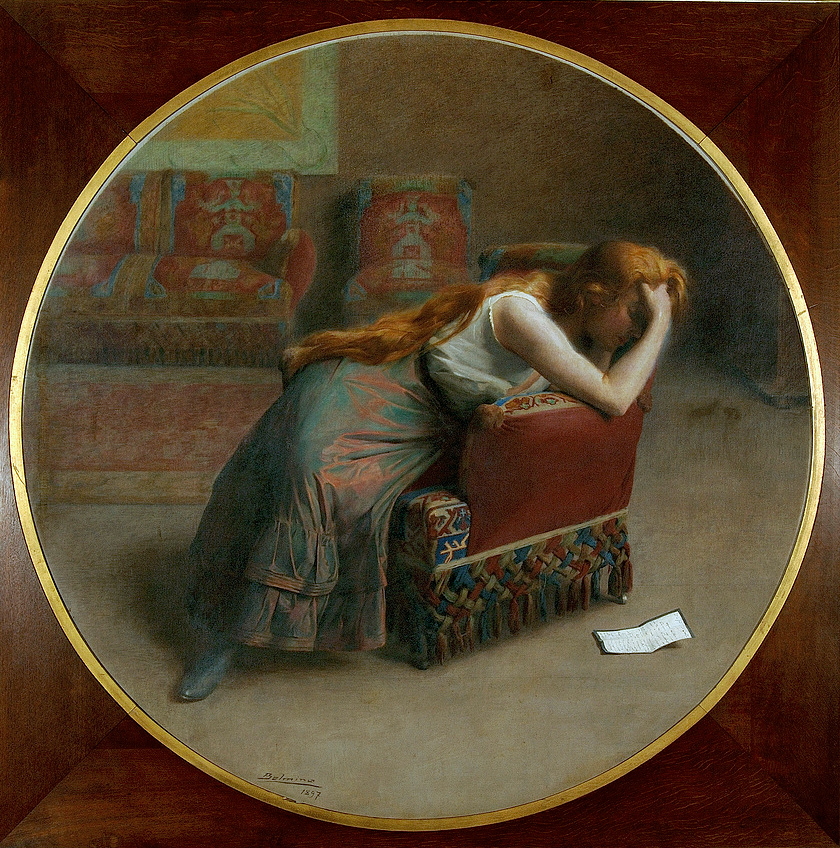
Mauvaises Nouvelles (1897)
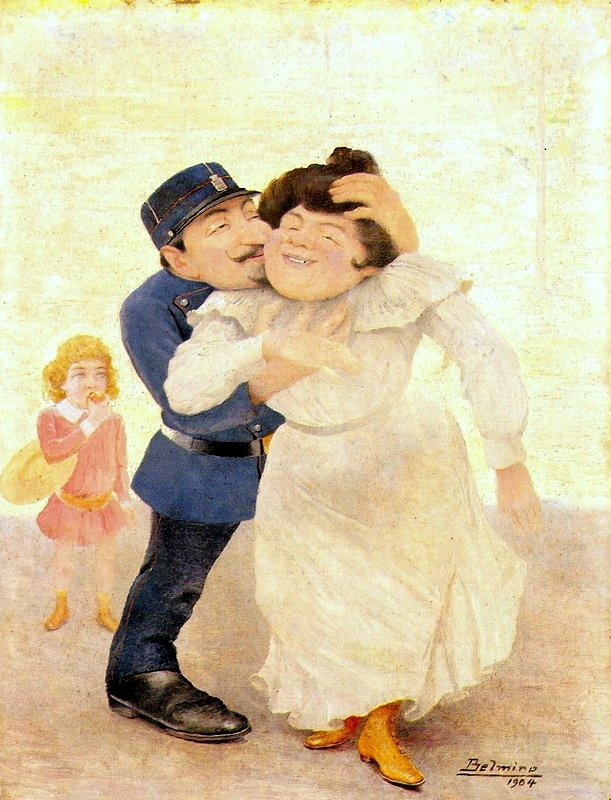
Fit de la Garde (1904)